# Achalcus utahensis
Achalcus utahensis är en tvåvingeart som först beskrevs av Harmston och Miller 1966.  Achalcus utahensis ingår i släktet Achalcus och familjen styltflugor.
Artens utbredningsområde är Utah. Inga underarter finns listade i Catalogue of Life.